# Nathan Peterman
Pour les articles homonymes, voir Peterman.
(en) Statistiques sur pro-football-reference
Nathan Michael Peterman, né le 4 mai 1994 à Jacksonville en Floride, est un sportif professionnel américain de football américain évoluant au poste de quarterback dans la National Football League (NFL) depuis la saison 2017, principalement en tant que remplaçant.
Sélectionné en 171e choix global lors du cinquième tour de la draft 2017 de la NFL par la franchise des Bills de Buffalo, il y joue pendant deux saisons (2017-2018) et rejoint ensuite les Raiders d'Oakland/Las Vegas (2018-2021) et les Bears de Chicago (2022-2023) qui le libèrent. Agent libre, il signe avec les Saints de La Nouvelle-Orléans en mars 2024.
Au niveau universitaire, il a joué dans la NCAA Division I FBS pour les Volunteers du Tennessee de la Southeastern Conference (SEC, 2012–2014) et les Panthers de Pittsburgh de l'Atlantic Coast Conference (ACC, 2015–2016).

## Biographie

### Carrière universitaire
Il rejoint en 2012 les Volunteers de l'université du Tennessee. Jouant peu avec cette équipe,, il change d'université en 2015 et intègre celle de Pittsburgh où il joue pour les Panthers. Il devient titulaire après avoir été remplaçant de Chad Voytik en début de saison. En 13 matchs, il marque vingt touchdowns à la passe pour huit interceptions, réussissant 61,7 % de ses passes pour un gain de 2 287 yards à la passe. Il est désigné quarterback titulaire la saison suivante et gagne à la passe 2 855 yards, inscrivant vingt-sept touchdowns pour sept interceptions,.

### Carrière professionnelle

#### Draft
Peterman est sélectionné  171e choix global lors du cinquième tour de la draft 2017 de la NFL par la franchise des Bills de Buffalo. Il est le huitième quarterback choisi au cours de cette draft.

#### Bills de Buffalo

##### 2017
Peterman commence la saison 2017 en tant que remplaçant du quarterback titulaire Tyrod Taylor.
Il fait ses débuts professionnels le 12 novembre contre les Saints de La Nouvelle-Orléans, alors qu'il reste moins de cinq minutes de match et que son équipe est menée au score, 47 à 3. Il laisse une bonne impression, réussissant 7 passes en 10 tentatives pour un gain total de 79 yards, inscrivant un touchdown après avoir trouvé son tight end Nick O'Leary. Le match suivant joué le 19 novembre contre les Chargers de Los Angeles, il est désigné titulaire mais se fait intercepter à cinq reprises durant la première moitié de match. Il est remplacé par Tyrod Taylor pour la deuxième mi-temps.

##### 2018
Tyrod Taylor est échangé aux Browns de Cleveland durant l'intersaison 2018 et Peterman entre en compétition avec le débutant Josh Allen et le vétéran A.J. McCarron pour le poste de quarterback titulaire. Peterman est finalement désigné titulaire pour jouer le premier match contre les Ravens de Baltimore, McCarron ayant été transféré aux Raiders d'Oakland. Sa prestation est cependant catastrophique puisqu'il ne réussit que 5 passes sur les 18 tentées avec un gain de 24 yards pour deux interceptions. Son évaluation pour ce match est de zéro. Il est remplacé en cours de match par Josh Allen, mais l'équipe perd sur le score de 3 à 47.
Après de nouvelles mauvaises performances (en quatre matchs, il ne réussit qu'une passe de touchdown contre sept interceptions), il est libéré par les Bills le 12 novembre.

#### Raiders d'Oakland

##### 2019
Après des essais effectués chez les Lions de Détroit et les Broncos de Denver, Peterman signe avec les Raiders d'Oakland et intègre leur équipe d'entraînement le 19 décembre 2018. Il signe comme réserve/futur contrat avec les Raiders le 1er janvier 2019. Peterman est impressionnant en avant saison mais il se blesse au coude et est placé sur la liste des réservistes le 2 septembre 2019.

##### 2020
Peterman fait sa première apparition sur le terrain pour les Raiders en 12e semaine de la saison 2020 contre les Falcons d'Atlanta pour soulager le titulaire Derek Carr. Il réussit trois des cinq passes tentées pour un gain de 25 yards et gagne neuf yards supplémentaires à la course lors de la défaite 6 à 43,. Au cours de la 5e semaine lors de la défaite 9 à 20 contre les Bears de Chicago, il remplace brièvement Derek Carr légèrement blessé au cours du quatrième quart temps.

##### 2021
Le 2 novembre 2021, Peterman est libéré mais est de suite resigné par les Raiders pour intégrer leur équipe d'entraînement. Il est ensuite libéré en fin de saison le 15 janvier 2022.

#### Bears de Chicago

##### 2022
Le 11 mai 2022, Peterman signe chez les Bears de Chicago. Libéré le 30 août, les Bears le resignent le lendemain pour qu'il rejoigne leur équipe d'entraînement,. Il intègre l'effectif principal le 26 novembre après la blessure de Justin Fields, devenant ainsi le remplaçant de Trevor Siemian. Retourné en équipe d'entraînement, il revient le 3 décembre dans l'effectif principal en remplacement de Sieman blessé. Il effectue une brève apparition sur le terrain la veille de Noël lors du match contre son ancienne équipe des Bills. Il y réussit deux passes et se retrouve sur la ligne des 50 yards et comme il ne reste que quelques seconde tente une passe Hail Mary qui est interceptée par le safety Jaquan Johnson (en), les Bills remportant le match 35 à 13.
Le 4 janvier 2023, Peterman est désigné titulaire pour le dernier match de la saison contre les Vikings du Minnesota en remplacement de Justin Fields ressentant une douleur à la hanche. Il gagne 114 yards et inscrit un touchdown mais perd le match 13 à 29.

##### 2023
Le 31 mars 2023, Peterman resigne avec les Bears pour une saison. Non conservé dans l'effectif principal le 29 août, les Bears le signent à nouveau deux jours plus tard. Il est désigné comme deuxième remplaçant derrière Justin Fields et Tyson Bagent (en) et devant P. J. Walker. Il est cependant retiré de l'effectif principal et intègre leur équipe d'entraînement le 9 octobre.

#### Saints de La Nouvelle-Orléans
Le 18 mars 2024, Peterman signe avec les Saints de La Nouvelle-Orléans.

## Statistiques

### Universitaires
| Année       | Équipe                  | Statut      | MJ |         | Passes   | Passes | Passes | Passes | Passes | Passes | Passes  |       | Courses | Courses | Courses | Courses |
| Année       | Équipe                  | Statut      | MJ | Tentées | Réussies | Pct.   | Yards  | TD     | Int.   | Éval.  | Tentées | Yards | Moy.    | TD      |         |         |
| 2013        | Volunteers du Tennessee | Fr.         | 03 | 023     | 010      | 43,5   | 0 45   | 0      | 02     | 042,5  | 06      | 0- 6  | -1,0    | 0       |         |         |
| 2014        | Volunteers du Tennessee | So.         | 06 | 020     | 010      | 50,0   | 0 49   | 0      | 0      | 070,6  | 09      | 013   | 1,4     | 1       |         |         |
| 2015        | Panthers de Pittsburgh  | Jr.         | 13 | 313     | 193      | 61,7   | 2 287  | 20     | 08     | 139,0  | 85      | 232   | 2,7     | 1       |         |         |
| 2016        | Panthers de Pittsburgh  | Sr.         | 13 | 306     | 185      | 60,5   | 2 855  | 27     | 07     | 163,4  | 72      | 286   | 4,0     | 3       |         |         |
| Totaux NCAA | Totaux NCAA             | Totaux NCAA | 35 | 398     | 662      | 61,1   | 5 236  | 47     | 17     | 144,9  | 172     | 525   | 3,1     | 5       |         |         |

### Professionnelles
| Année      | Équipe                        | MJ |                 | Passes          | Passes          | Passes          | Passes          | Passes          | Passes          | Passes          |                 | Courses         | Courses         | Courses | Courses |     | Sacks  | Sacks |  | Fumbles | Fumbles |
| Année      | Équipe                        | MJ | Tentées         | Réussies        | Pct.            | Yards           | TD              | Int.            | Éval.           | Tentées         | Yards           | Moy.            | TD              | Nb.     | Yards   | Nb. | Perdus |       |  |         |         |
| 2017       | Bills de Buffalo              | 4  | 49              | 24              | 49,0            | 252             | 2               | 5               | 38,4            | 07              | 23              | 3,3             | 0               | 1       | 05      | 2   | 0      |       |  |         |         |
| 2018       | Bills de Buffalo              | 4  | 81              | 44              | 54,3            | 296             | 1               | 7               | 30,7            | 10              | 50              | 5,0             | 1               | 7       | 34      | 0   | 0      |       |  |         |         |
| 2020       | Raiders de Las Vegas          | 1  | 05              | 03              | 60,0            | 025             | 0               | 0               | 72,9            | 01              | 09              | 9,0             | 0               | 2       | 16      | 0   | 0      |       |  |         |         |
| 2021       | Raiders de Las Vegas          | 1  | 0               | 0               | 00,0            | 0               | 0               | 0               | 00,0            | 02              | 09              | 1,0             | 0               | 0       | 0       | 0   | 0      |       |  |         |         |
| 2022       | Bears de Chicago              | 3  | 25              | 14              | 56,0            | 139             | 1               | 1               | 68,6            | 02              | 07              | 3,5             | 0               | 1       | 06      | 0   | 0      |       |  |         |         |
| 2023       | Bears de Chicago              | 2  | 0               | 0               | 00,0            | 0               | 0               | 0               | 00,0            | 02              | - 4             | -2,0            | 0               | 1       | 05      | 1   | 0      |       |  |         |         |
| 2022       | Saints de La Nouvelle-Orléans | ?  | Saison en cours | Saison en cours | Saison en cours | Saison en cours | Saison en cours | Saison en cours | Saison en cours | Saison en cours | Saison en cours | Saison en cours | Saison en cours | ?       | ?       | ?   | ?      |       |  |         |         |
| Totaux NFL | Totaux NFL                    | 15 | 160             | 85              | 53,1            | 712             | 4               | 13              | 39,4            | 27              | 87              | 3,6             | 1               | 12      | 66      | 3   | 0      |       |  |         |         |

| Année      | Équipe               | MJ |                                        | Passes                                 | Passes                                 | Passes                                 | Passes                                 | Passes                                 | Passes                                 | Passes  |       | Courses | Courses | Courses | Courses |     | Sacks  | Sacks |  | Fumbles | Fumbles |
| Année      | Équipe               | MJ | Tentées                                | Réussies                               | Pct.                                   | Yards                                  | TD                                     | Int.                                   | Éval.                                  | Tentées | Yards | Moy.    | TD      | Nb.     | Yards   | Nb. | Perdus |       |  |         |         |
| 2017       | Bills de Buffalo     | 1  | 3                                      | 1                                      | 33,3                                   | 14                                     | 0                                      | 1                                      | 9,5                                    | 1       | 4     | 4,0     | 0       | 0       | 0       | 1   | 1      |       |  |         |         |
| 2021       | Raiders de Las Vegas | 0  | Réserviste, il n'a pas disputé de snap | Réserviste, il n'a pas disputé de snap | Réserviste, il n'a pas disputé de snap | Réserviste, il n'a pas disputé de snap | Réserviste, il n'a pas disputé de snap | Réserviste, il n'a pas disputé de snap | Réserviste, il n'a pas disputé de snap | -       | -     | -       | -       | -       | -       | -   | -      |       |  |         |         |
| Totaux NFL | Totaux NFL           | 1  | 3                                      | 1                                      | 33,3                                   | 14                                     | 0                                      | 1                                      | 9,5                                    | 1       | 4     | 4,0     | 0       | 0       | 0       | 1   | 1      |       |  |         |         |